# Espacio confinado

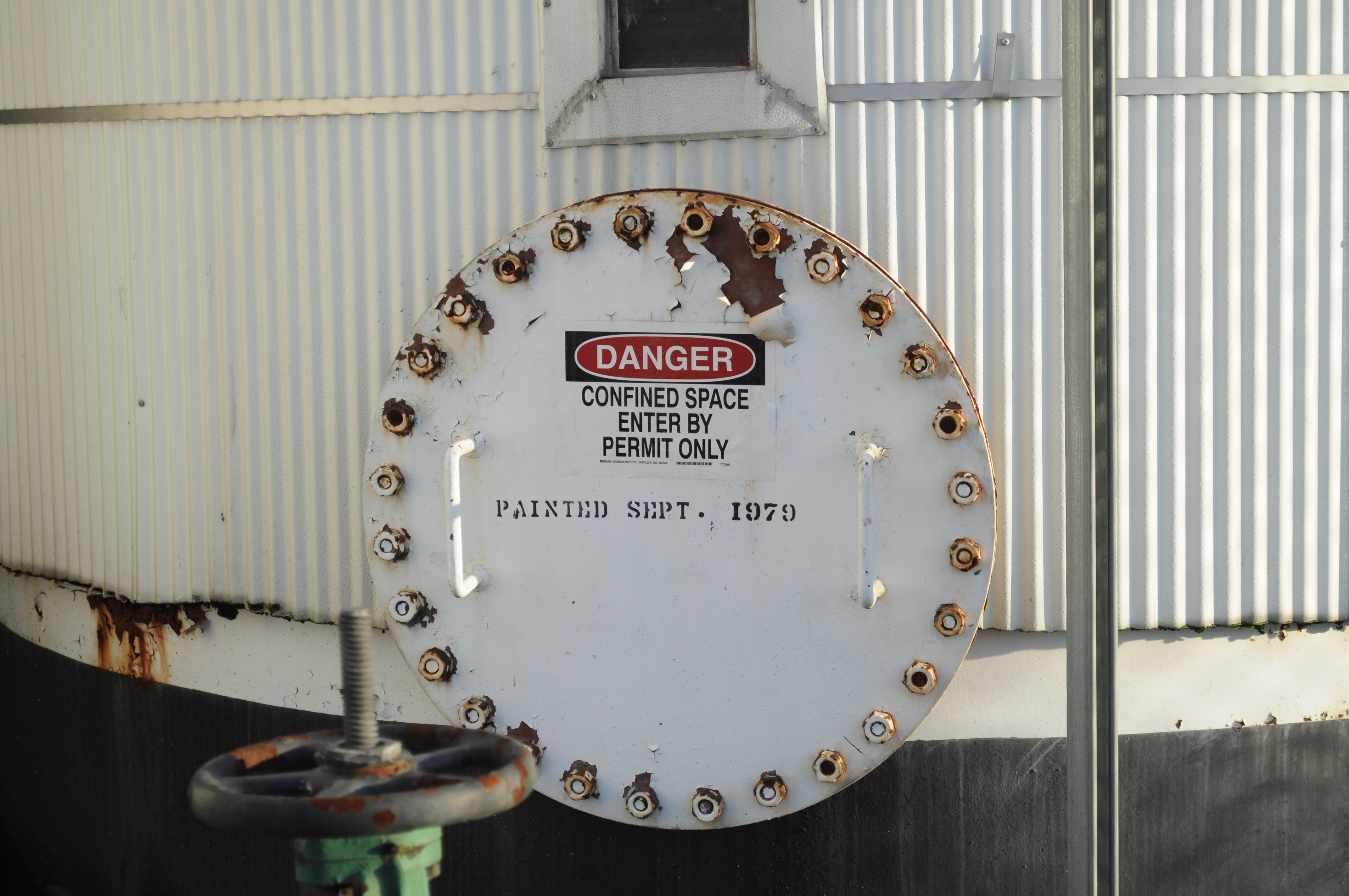
Un espacio confinado con entrada hombre.

Un espacio confinado o recinto confinado es aquel que dispone de aberturas de entrada reducidas, una ventilación natural desfavorable y no está concebido para permanecer en su interior. 
Por ello, puede presentar una atmósfera irrespirable y albergar gases, vapores o partículas tóxicas o inflamables.
Un ejemplo sería un depósito cerrado, con una concentración deficiente de oxígeno, al que se accede por mantenimiento.

## Descripción
Aunque la definición precisa pueda variar según la normativa local o el sector, de forma general se considera que:
- Posee aberturas de entrada o salida limitadas,
- Carece de una ventilación natural suficiente,
- Es suficientemente grande para acceder y desempeñar trabajos,
- No está concebido para trabajar continuamente en su interior y
- Presenta riesgo de asfixia, intoxicación, incendio, explosión, caídas a distinto nivel, atrapamiento, ahogamiento o sepultamiento.

Las arquetas, alcantarillas, galerías de servicios, patinillos, bodegas de barco, cisternas, pozos, fosas sépticas, salas subterráneas de transformadores, depósitos, reactores, calderas, hornos, conductos, cisternas de transporte, silos y palas de aerogeneradores son ejemplos de espacios confinados. 
Aunque el término suela asociarse a recintos cerrados, no deben olvidarse aquellos parcial o totalmente abiertos, en los que se identifiquen los mismos riesgos, tales como balsas de residuos, purines, fangos de EDAR, vertederos..., que presentan atmósferas deficientes en oxígeno y con gases producidos por reacciones anaerobias: metano, dióxido de carbono, monóxido de carbono, hidrógeno, sulfuro de hidrógeno, amoniaco, benceno...

## Clasificación
Además de por sus características geométricas (abiertos o cerrados) los espacios confinados suelen clasificarse en tres clases y categorías atendiendo respectivamente a sus riesgos o procedimientos de trabajo:
| Clase | Riesgos                                                  | Categoría                                                                                                   |
| ----- | -------------------------------------------------------- | --- |
| A     | Peligro inminente para la vida                           | Primera: Se requiere permiso de entrada, protección respiratoria y plan de trabajo diseñado específicamente |
| B     | Peligro de lesión no inminente para la vida              | Segunda: Con permiso de entrada, sin protección respiratoria tras efectuar las correspondientes mediciones  |
| C     | Peligros habituales potenciados por el recinto confinado | Tercera: Seguridad en el método de trabajo, no siendo imprescindible un permiso de entrada                  |

## Accidentalidad
Los accidentes en espacios confinados son especialmente relevantes en el ámbito de la Seguridad Industrial dada la exposición a riesgos muy graves tanto por parte del accidentado como del equipo de rescate. 
En el sector industrial, la segunda forma de accidentes mortales más frecuente es por ahogamiento y sepultamiento (12,4 % de los accidentes en España en 2013).
NIOSH (The National Institute for Occupational Safety and Health) estima que dos tercios de los accidentes mortales en espacios confinados se deben a atmósferas peligrosas, que en el 70 % de los casos estaban antes de iniciar los trabajos. Además, el hecho de que muchos accidentes ocurran durante el desempeño de trabajos no programados o imprevistos (v.g. resolución de averías, atención de urgencias...) que suele acompañar una planificación insuficiente (permisos de trabajos, instrucciones, cualificación, etc.), agrava notoriamente los riesgos propios de un espacio confinado.
Por último cabe destacar que el 60 % de los fallecidos son rescatadores intentando salvar a un accidentado inconsciente, lo que demuestra la relevancia en la planificación y entrenamiento en planes de rescate.

## Evaluación de la atmósfera interior
OSHA (Occupational Safety & Health Administration) considera que una atmósfera es segura si reúne las siguientes condiciones en cuanto a su composición:
- Concentración de oxígeno entre 19,5 y 22,0 % (vol.),
- Concentración de gases, vapores y partículas inflamables < 10 %  LIE (Límite Inferior de Explosividad) y
- Concentración de gases, vapores, partículas y fibras tóxicas <  TLV-TWA (Valor Umbral Límite)

(De manera excepcional, dichos límites podrían sobrepasarse en operaciones de rescate o de instalación de equipos de ventilación, durante breves períodos de tiempo, siempre que se midan las concentraciones en tiempo real y se utilice protección respiratoria y otros  equipos de protección individual requeridos.)

## Medidas preventivas
Además de las mediciones de calidad atmosférica, algunas medidas preventivas adoptadas al ejecutar estos trabajos son:
- Descargo energético mediante maniobras de aislamiento, bloqueo y etiquetado (Lock-Out Tag-Out [LOTO]),
- Ventilación (generalmente por extracción localizada),
- Vigilante exterior designado como Recurso Preventivo (comunicado, capacitado para actuar ante emergencias, con medios de sujeción y rescate, equipo de protección respiratoria...),
- Información y formación (en procedimientos específicos, riesgos, utilización de equipos de medición de calidad atmosférica, planes de rescate y evacuación, primeros auxilios, equipos protección respiratoria, trabajos en altura, sistemas de comunicación, equipos de protección contra incendios),
- Uso de equipo de protección personal y colectivo (arnés, trípode de rescate, protección respiratoria...) y
- Otras como medios de comunicación con el vigilante exterior, iluminación portátil...